# هاوگینسین
هاوگینسین (به انگلیسی: Hawkinsin) با فرمول شیمیایی C۱۱H۱۷NO۶S یک ترکیب شیمیایی با شناسه پاب‌کم ۱۷۳۹۰۹ است. که جرم مولی آن ۲۹۱٫۳۲ g/mol می‌باشد. 